# Aglais
Aglais is een geslacht van vlinders uit de onderfamilie Nymphalinae van de familie Nymphalidae (vossen, parelmoervlinders en weerschijnvlinders). Het geslacht wordt soms beschouwd als ondergeslacht van Nymphalis, maar de meeste auteurs behandelen Aglais als volwaardig geslacht. Ook in Fauna Europaea wordt het als apart geslacht behandeld.

## Soorten
- Aglais caschmirensis (Kollar, 1844)
- Aglais ichnusa (Bonelli, 1826) - wordt door sommige auteurs als ondersoort van A. urticae beschouwd, of zelfs als synoniem.
- Aglais io (Linnaeus, 1758) - Dagpauwoog
- Aglais ladakensis (Moore, 1878)
- Aglais milberti (Godart, 1819)
- Aglais rizana (Moore, 1872)
- Aglais urticae (Linnaeus, 1758) - Kleine vos

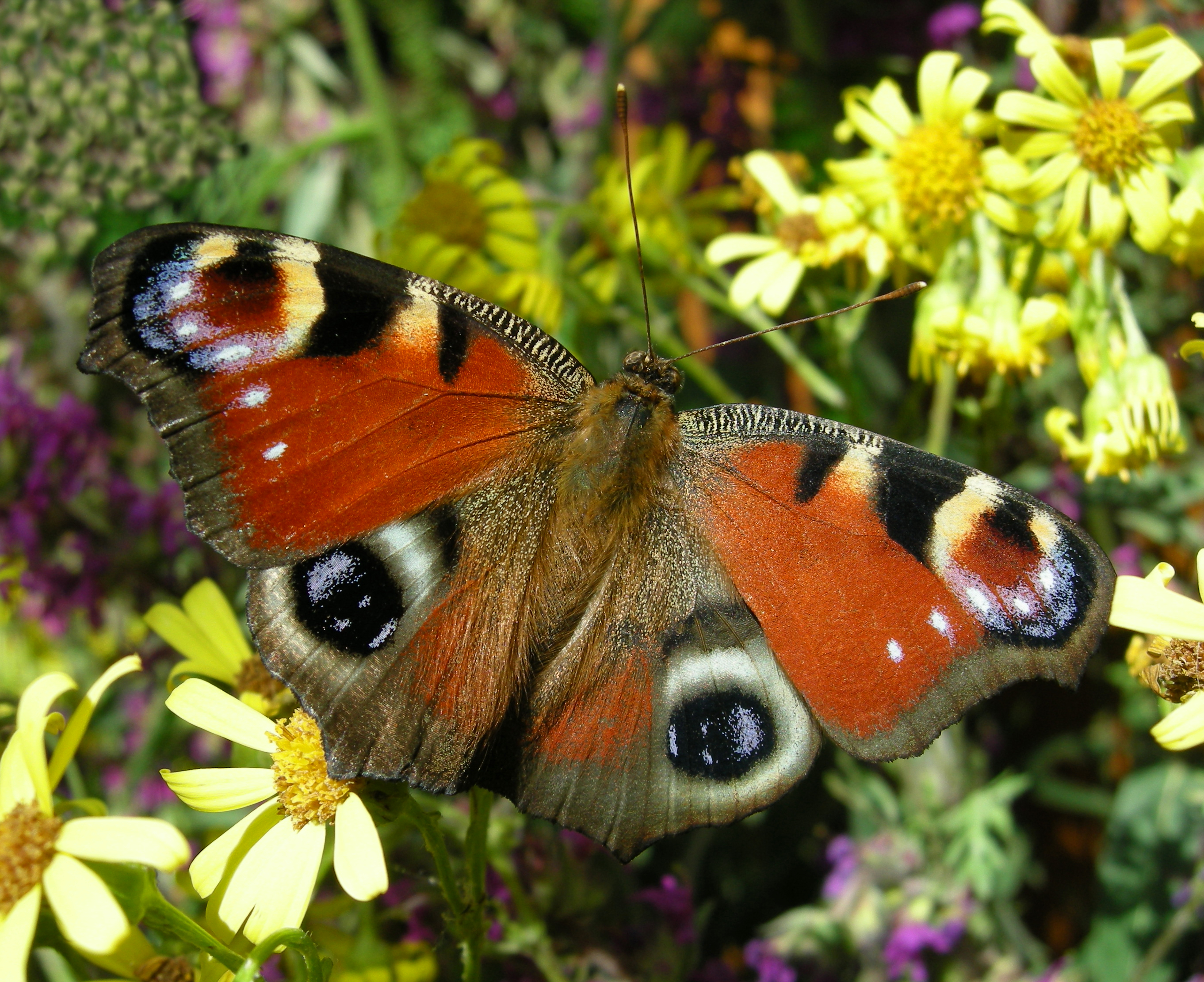
Dagpauwoog
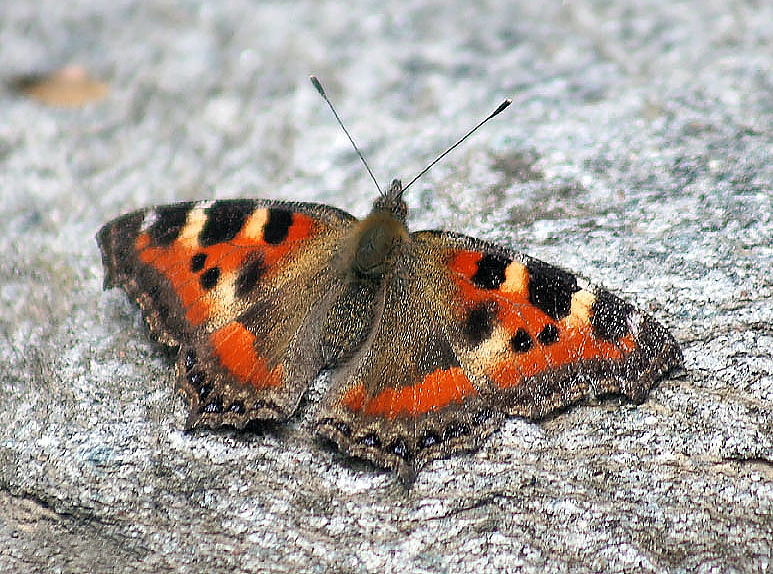
Aglais caschmirensis
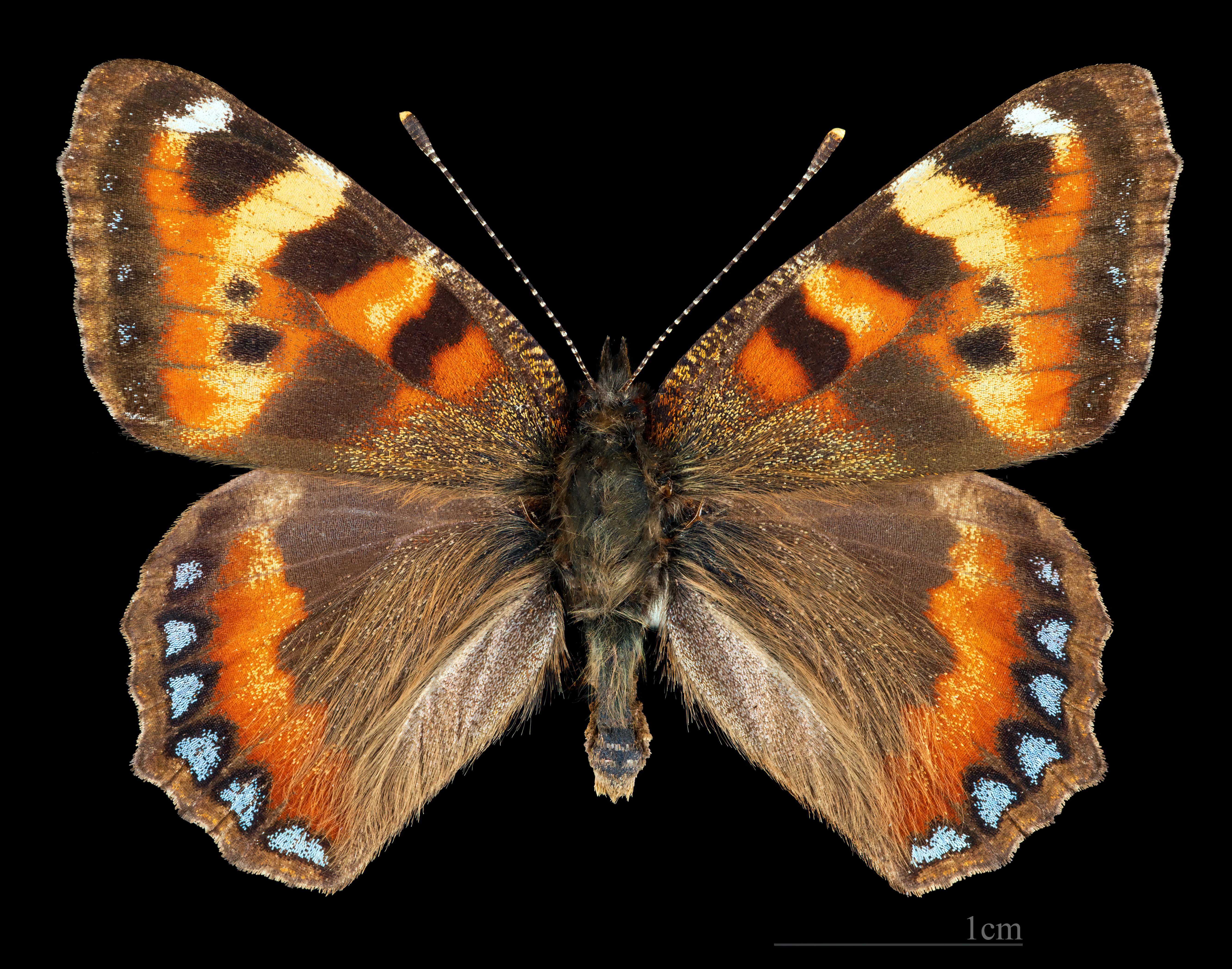
Aglais ladakensis
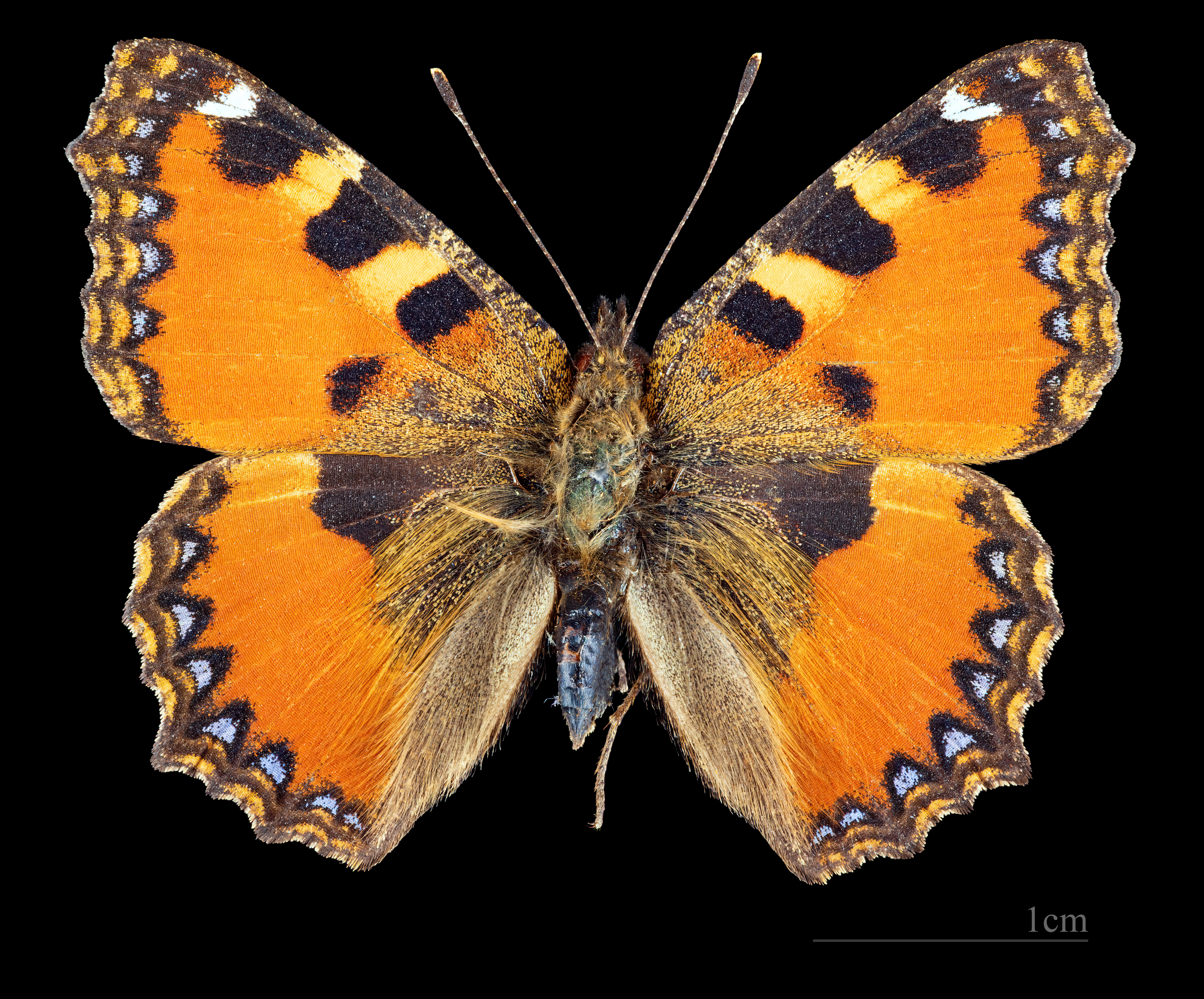
Aglais ichnusa
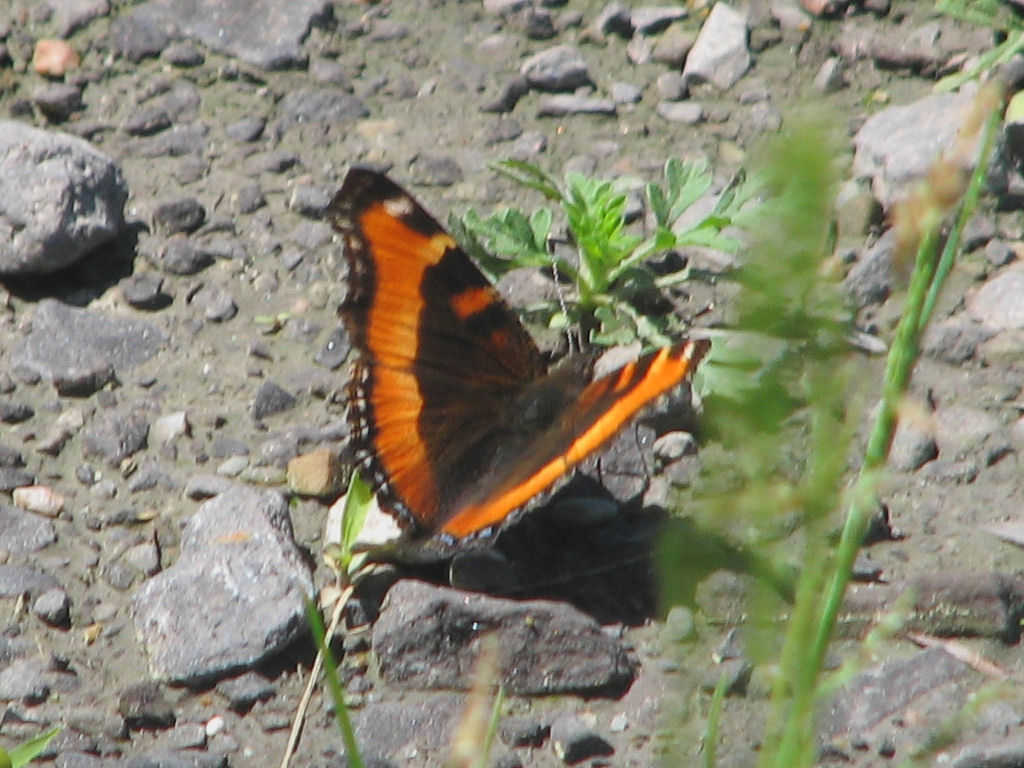
Aglais milberti
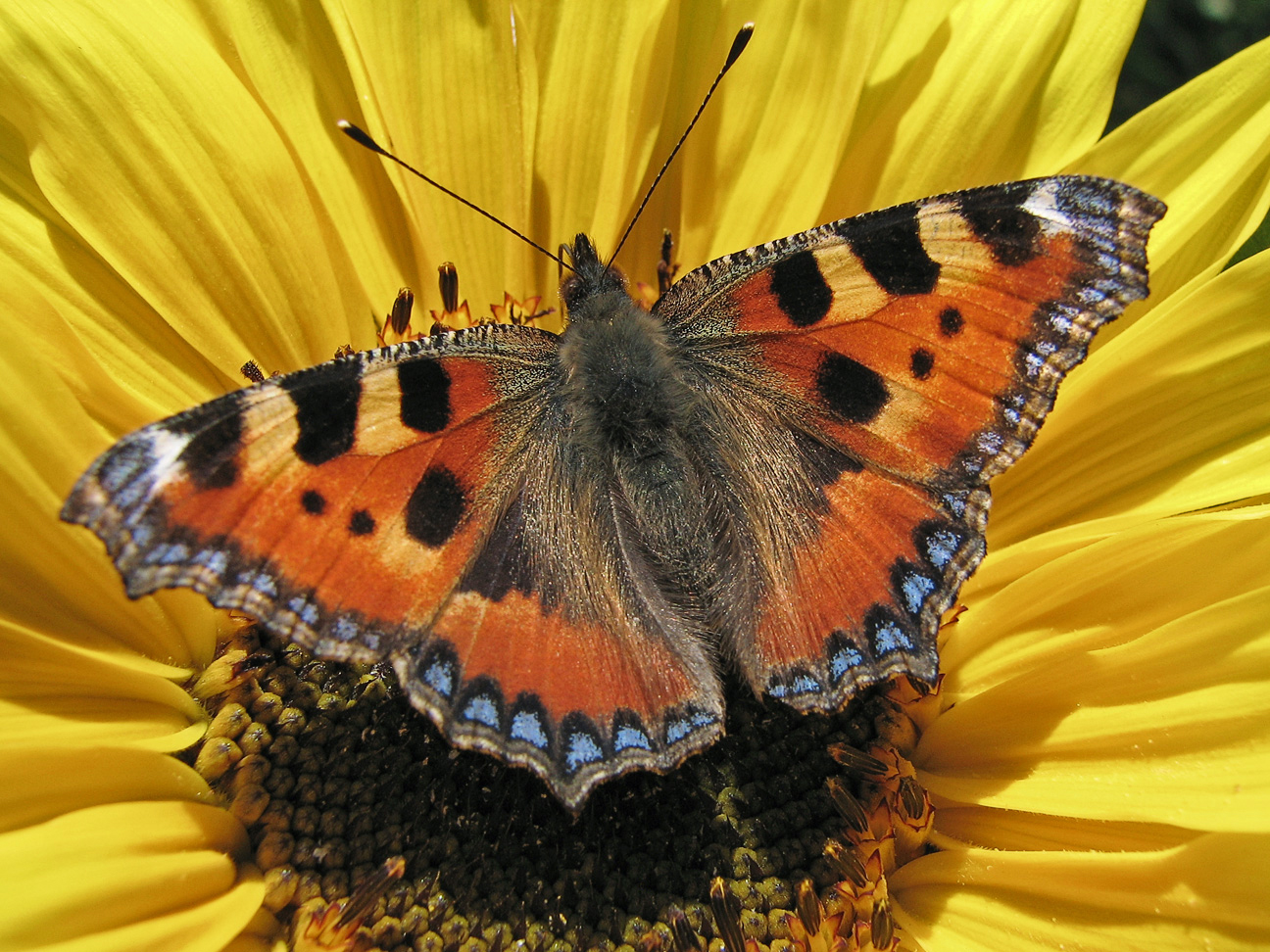
Kleine vos